# Жуманце
Жуманце представља најчешћи облик резервних материја у јајној ћелији.